# Sacrifice (musikalbum)
Sacrifice är hårdrocksgruppen Motörheads femtonde album, utgivet 11 juli 1995.

## Låtlista
1. Sacrifice
2. Sex & Death
3. Over Your Shoulder
4. War For War
5. Order / Fade To Black
6. Dog Face Boy
7. All Gone The Hell
8. Make 'Em Blind
9. Don't Waste Your Time
10. In Another Time
11. Out Of The Sun